# Jörg Scherkamp
Jörg Scherkamp (* 31. März 1935 in Ravensburg; † 27. Februar 1983 in Augsburg) war ein deutscher Maler, Grafiker und Dichter.

## Leben
Jörg Scherkamp wurde in Ravensburg geboren. Dort ging er zur Schule, bis er am Ende des Zweiten Weltkriegs 1945 mit seiner Mutter nach Mittelberg im Kleinen Walsertal umzog. In Mittelberg beendete er seine Schulausbildung. Im Jahr 1952 siedelte die Familie nach Augsburg-Pfersee um. Jörg Scherkamp absolvierte eine Lehre als Buchdrucker und war danach in diesem Beruf tätig. 1962 machte er sich selbstständig als Maler und Grafiker in Augsburg.
1965 erhielt er den Kunstförderpreis der Stadt Augsburg und 1966 den Kunstpreis des Bezirkstags von Schwaben.
Größte Hilfe bei der Herausbildung einer eigenen künstlerischen Konzeption für Scherkamp war der Augsburger Maler und Grafiker Carlo Schellemann.
Scherkamp war Mitglied der Künstlergruppe tendenzen und im Redaktionskollektiv der gleichnamigen Kunstzeitschrift in München. In Augsburg engagierte er sich im Berufsverband bildender Künstler. Darüber hinaus war Scherkamp Mitglied und zeitweise Vorsitzender des 1970 in Wuppertal gegründeten Grafik-Werkkreises, in dem sich politisch linke Künstler zusammenschlossen.
Jörg Scherkamp war zweimal verheiratet; aus den Ehen gingen vier Söhne hervor. Im Jahr 1983 verstarb er mit nur 47 Jahren an einem Herzinfarkt.

## Werk
Scherkamp hat zahlreiche Bilder, Mappen und Buchillustrationen geschaffen. Von Scherkamp gibt es Illustrationen zu Werken des Augsburger Dramatikers und Lyrikers Bertolt Brecht, z. B. Der Schneider von Ulm, ein Linolschnitt zu Brechts Gedicht, den Scherkamp um 1968 schuf. Auch Augsburger Altstadtmotive tauchen immer wieder in Scherkamps Werk auf. Dabei hat er zur Fuggerstadt Augsburg mit ihren Widersprüchen, dem idyllisch-betulichen Rückwärtsgewandten und dem technisch-industriellen Weltstadtanspruch ein gespaltenes Verhältnis. Scherkamp und andere politisch links Engagierte begehrten gegen die noch bis in die 1970er-Jahre hinein stadtoffiziellen Boykotte der Würdigung von Werk und Leben des aus Augsburg stammenden Bertolt Brecht auf. Diese konkreten Auseinandersetzungen prägten Scherkamps politischen Lebensweg und ließen ihn immer wieder mit seinem Werk unmittelbar eingreifen.
Der antifaschistische Künstler orientierte sich in seinem bildnerischen Schaffen früh an den Großen der klassischen Moderne. Er übernahm kubistische Elemente in seine Bildsprache, experimentiert mit Formen und Farben – Auseinandersetzungen mit Form und Farbe allein aber waren ihm zu wenig. Früh nahm Scherkamp Historisches und Politisches in seine Bilder auf, illustrierte Prosa und Poesie engagierter Autorinnen und Autoren, arbeitete sich mit Feder, Schneidemesser und Pinsel an Geschichte und Gegenwart ab. Dazu kamen Flugblätter, bemalte Stelltafeln, Linolschnitte gegen Berufsverbote und gegen Raketen nebenbei aus seinem Atelier.
Scherkamp war auf vielen Ausstellungen in Deutschland, der DDR, den Niederlanden, Österreich und Italien vertreten. Er war ein zeitkritischer Künstler, der sich politisch engagierte. Scherkamps Realismus bezog sich zwar meist auf konkrete gesellschaftliche Umstände, doch waren seine Bilder und Texte alles andere als platt naturalistische Widerspiegelungen widriger Wirklichkeiten, garniert mit Appellen.